# Mark Arie
Karl Frederick, né le 27 mars 1882 à Thomasboro (Illinois) et mort le 19 novembre 1958 à Champaign, est un tireur sportif américain. Il a remporté deux médailles olympiques.

## Palmarès
- Jeux olympiques de 1920 à Anvers (Belgique)[1]
  -  Médaille d'or au tir aux pigeons d'argile individuel.
  -  Médaille d'or au tir aux pigeons d'argile par équipes.